# Roussette des Galapagos
Bythaelurus giddingsi
Espèce
La roussette des Galapagos (Bythaelurus giddingsi) est une espèce de roussette de la famille des Scyliorhinidae.

## Description
Elle mesure environ 50 cm, mais il est possible que des spécimens de plus grande taille existe.
Sa peau est recouverte de taches circulaires pâles et son corps est marron sur la face dorsale et clair (couleur des taches) sur la face ventrale.

## Distribution
La roussette des Galapagos est endémique des eaux des îles Galápagos. Elle vit à environ 500 m de profondeur.

## Découverte
L’espèce a été découverte entre 1995 et 1998 par John McCosker, chercheur à l’Académie des sciences de Californie, à bord du sous-marin Johnson Sea-Link, mais sa découverte n'a été publiée qu'en 2012.

## Étymologie
Bythaelurus giddingsi a été nommée en référence au réalisateur de films sous-marins Al Giddings.

## Publication originale
- McCosker, Long & Baldwin, 2012 : Description of a new species of deepwater catshark, Bythaelurus giddingsi sp. nov., from the Galápagos Islands (Chondrichthyes: Carcharhiniformes: Scyliorhinidae). Zootaxa, n. 3221, p. 48–59